# Hradec-Nová Ves
Hradec-Nová Ves (Duits: Gröditz-Neudorf) is een Silezische gemeente in de Tsjechische regio Olomouc, en maakt deel uit van het district Jeseník. Hradec-Nová Ves telt 385 inwoners (2023).
Hradec-Nová Ves was tot 1945 een plaats met een overwegend Duitstalige bevolking. Na de Tweede Wereldoorlog werd de Duitstalige bevolking verdreven.

## Geschiedenis
- 1351 – Een mogelijke eerste schriftelijke vermelding van Hradec-Nová Ves.
- 1424 – De eerste zekere schriftelijke vermelding van Hradec-Nová Ves.
- 1996 – De gemeente Hradec-Nová Ves wordt administratief overgeheveld van het district Šumperk naar het nieuw gevormde district Jeseník.[1]

Bělá pod Pradědem ·
Bernartice ·
Bílá Voda ·
Černá Voda ·
Česká Ves ·
Hradec-Nová Ves ·
Javorník ·
Jeseník ·
Kobylá nad Vidnavkou ·
Lipová-lázně ·
Mikulovice ·
Ostružná ·
Písečná ·
Skorošice ·
Stará Červená Voda ·
Supíkovice ·
Uhelná ·
Vápenná ·
Velká Kraš ·
Velké Kunětice ·
Vidnava ·
Vlčice ·
Zlaté Hory ·
Žulová